# Los tejados donde fuimos más que amigos
Los tejados donde fuimos más que amigos es el segundo álbum de estudio de la cantante española María Villalón, lanzado en septiembre de 2009 (tercer trabajo si contamos con el recopilatorio que reunía las mejores canciones interpretadas por María durante su paso por el programa Factor X). El primer sencillo, «La lluvia», logró colarse entre las 50 canciones más vendidas en España. También alcanzó el puesto número 4 de la lista de Los 40 Principales. Compuesta por el catalán Carlos Matari, es un claro ejemplo del tipo de canción predominante en el disco: un corte en medio tiempo con melodía suave. El segundo sencillo, «Cosas que no sé de ti», se estrenó en abril de 2010. Este último se trata de la versión en castellano de la canción «Gli ostacoli del cuore», no incluida en el álbum y grabada especialmente para lanzar como sencillo. Originaria de la cantautora italiana Elisa Toffoli, «Gli ostacoli del cuore» alcanzó el número 1 en Italia en 2006, vendiendo más de 500.000 ejemplares. En Los tejados donde fuimos más que amigos también podemos encontrar canciones de Georgina León («En lo lejos que te vas», «El cordón de mi ombligo», «Fíate de mí»), Miguel Linde («Pedazos de soledad», «Nueve soles», «Cansado de girar», «Esta cruz»), Pedro Andrea («Por los dos») o Lucía Caramés («Coge aire»). El álbum entró en el puesto 85 de los cien discos más vendidos en España.

## Lista de canciones
| N.º | Título                    | Duración |  |
| 1.  | «La lluvia»               | 4:00     |  |
| 2.  | «Esta cruz»               | 4:09     |  |
| 3.  | «Cansado de girar»        | 3:27     |  |
| 4.  | «El cordón de mi ombligo» | 3:22     |  |
| 5.  | «En lo lejos que te vas»  | 3:56     |  |
| 6.  | «Pedazos de soledad»      | 4:30     |  |
| 7.  | «Fíate de mí»             | 3:34     |  |
| 8.  | «Coge aire»               | 3:15     |  |
| 9.  | «Nueve soles»             | 4:02     |  |
| 10. | «Por los dos»             | 3:07     |  |
| 11. | «Gli ostacoli del cuore»  | 4:23     |  |

## Posiciones y certificaciones

### Semanales
| País   | Ranking         | Primera semana | Posición de ingreso | Mejor posición | Semanas en la mejor posición | Semanas en el ranking | Última semana |
| ------ | --------------- | -------------- | ------------------- | -------------- | ---------------------------- | --------------------- | ------------- |
| Europa |                 |                |                     |                |                              |                       |               |
| España | Top 100 álbumes | -              | -                   | -              | -                            | -                     | -             |

### Copias y certificaciones
| País   | Proveedor  | Año | Certificación | Copias certificadas (según IFPI) |
| Europa |            |     |               |                                  |
| España | Promusicae | -   | -             | -                                |